# 조선대학교치과병원

조선대학교 부속치과병원 개원식 (1978년)

조선대학교 치과병원과 치과대학

조선대학교치과병원(Chosun University Dental Hospital)은 대한민국 광주광역시 동구 필문대로 303에 위치해 있는 치과병원이다.
1978년 조선대학교부속치과병원으로 개원하여 2000년 지금의 현대식 치과병원건물로 이전하였다. 2002년 FIFA 월드컵 공식 지정병원에 선정되었으며 전국 치과대학병원 중 유일하게 치과용 CT, Full-PACS(의료영상전달시스템), OCS(통합처방전달시스템), EMR(전자차트)을 완벽하게 구축하여 디지털 진료를 상용화하였다. 현재 10개 진료과 2실 2클리닉이 운영중이다.

## 같이 보기
- 조선대학교
- 조선대학교병원